# DuraCloud
DuraCloud és un servei que ofereix emmagatzematge de contingut digital al núvol, centrat particularment en la prestació de suport a la preservació i l'accés als serveis de les biblioteques acadèmiques i de recerca.

## Característiques
DuraCloud és un servei d'allotjament al núvol, desenvolupat per DuraSpace, fàcil d'utilitzar tant per a les organitzacions com per als usuaris finals que utilitzin els serveis de núvol. DuraCloud aprofita la infraestructura existent de núvol per permetre la durabilitat i l'accés als continguts digitals. Se centra sobretot en la prestació de serveis de suport de conservació i serveis d'accés a les biblioteques acadèmiques, centres de recerca acadèmica, i altres organitzacions del patrimoni cultural. El servei es basa en l'emmagatzematge pur dels proveïdors d'emmagatzematge d'experts mitjançant la superposició de les eines d'accés i funcionalitat de suport de preservació que són essencials per garantir l'accés i la durabilitat a llarg termini. DuraCloud ofereix emmagatzematge al núvol a través de múltiples proveïdors comercials i no comercials, i ofereix serveis de computació que són clau per desbloquejar el valor de contingut digital emmagatzemat en el núvol. DuraCloud ofereix serveis que permeten la conservació digital, accés a dades, la transformació i l'intercanvi de dades.
Una vegada que el contingut digital s'emmagatzema en el núvol, els serveis informàtics són la clau per desbloquejar el seu valor. DuraCloud ofereix serveis que permeten la conservació digital, accés a dades, la transformació i l'intercanvi de dades. DuraCloud ofereix als clients una capacitat elàstica amb un enfocament de "pagament per ús". És convenient que els usuaris individuals, les institucions individuals, o per a múltiples organitzacions que desitgen fer ús de la infraestructura inter-institucional. DuraCloud ha estat objecte de diverses proves i finalment va ser serà llançat com un servei usat per altres DuraSpace sense fins de lucre en l'estiu de 2011.

## Funcionament
El servei DuraCloud permet a un client per transferir el contingut local a l'aplicació DuraCloud i decidir si vol emmagatzemar aquest contingut amb un o diversos proveïdors d'emmagatzematge en el núvol, tot això en diversos passos. Quan el contingut s'emmagatzema a DuraCloud, es pot optar per reproduir la totalitat o una part a un altre proveïdor d'emmagatzematge, comprovar la integritat del contingut, transmetre els continguts, servir el contingut, o transformar el contingut. Totes aquestes activitats es poden fer amb uns pocs clics des de la interfície web.

## Política de seguretat
DuraCloud ofereix múltiples nivells de seguretat, com ara un tallafocs, transmissions xifrades, l'autenticació de l'aplicació i el control d'accés al proveïdor d'emmagatzematge. El tallafocs proporciona protecció a DuraCloud bloquejant tots els accessos, excepte a través dels ports HTTP i HTTPS estàndard. La transmissió de dades cap a i des de DuraCloud es fa a través de sol·licituds i respostes xifrades HTTPS que només poden ser llegides pel destinatari. L'aplicació requereix DuraCloud usuaris que accedeixen a DuraCloud ja sigui via web o a través de les interfícies REST API per tal d'autenticar-se amb les seves credencials. Els usuaris de DuraCloud poden tenir diversos rols amb els corresponents nivells de permisos associats. Un cop iniciada la sessió, el contingut emmagatzemat a DuraCloud es pot designar com a "obert" o "tancat" a nivell d'espai. Al contingut que s'emmagatzema en un espai tancat, només s'hi pot accedir com a usuari autenticat a DuraCloud, mentre que el contingut emmagatzemat en un espai "obert" no requereix autenticació per accedir-hi. L'accés als proveïdors d'emmagatzematge en suports utilitzats per DuraCloud es limita únicament a les aplicacions DuraCloud. Això assegura que totes les accions que impliquen contingut han d'ocórrer a través de DuraCloud.